# Lennard Maloney
Lennard Maloney (Berlino, 8 ottobre 1999) è un calciatore statunitense, difensore o centrocampista del Magonza.

## Biografia
È nato in Germania da padre statunitense e madre tedesca.

## Caratteristiche tecniche
Maloney è un centrocampista difensivo abile nei tackle che può essere schierato da difensore centrale.

## Carriera

### Club
Maloney ha speso sei anni nell'accademia dell'Union Berlino. Nella stagione 2017-18 ha fatto 23 apparizioni nella Bundesliga Under-19. Il 1 aprile 2018 ha fatto il suo debutto professionistico giocando titolare in 2. Bundesliga contro il Greuther Fürth.
Il 31 gennaio 2020 è stato prestato al Chemnitz fino al termine della stagione 2019-20. Il suo debutto col Chemnitz è arrivato il 15 febbraio quando è sceso in campo titolare contro il Magdeburgo. Ha giocato in totale 8 incontri con il Chemnitz.
Il 7 agosto 2020, si è unito al Borussia Dortmund II a parametro zero.
He segnato il suo primo gol in una vittoria per 2–0 contro il Lippstadt il 20 marzo 2021.
Il 23 ottobre 2021 ha debuttato con il Borussia Dortmund in Bundesliga, entrando in campo come sostituto al minuto 88 della vittoria per 3-1 contro l'Arminia Bielefeld. Durante la stagione 2021-22 ha avuto altre due convocazioni in prima squadra.
Il 27 aprile 2022 i media tedeschi hanno riportato che Maloney avrebbe firmato con l'Heidenheim a parametro zero dal 1 luglio. Ha poi firmato un contratto di tre anni con il club di seconda divisione.

### Nazionale
Maloney ha fatto parte delle nazionali giovanili tedesche a livello di under-18 e under-19.
Il 7 luglio 2018 ha accettato la convocazione della nazionale statunitense U20. Successivamente ha giocato disputato delle amichevoli non ufficiali con gli Stati Uniti.
Il 17 ottobre 2023 esordisce in nazionale maggiore nell'amichevole vinta contro il Ghana (4-0).

## Statistiche

### Presenze e reti nei club
Statistiche aggiornate al 17 ottobre 2023.
| Stagione        | Squadra              | Campionato      | Campionato | Campionato | Coppe nazionali | Coppe nazionali | Coppe nazionali | Coppe continentali | Coppe continentali | Coppe continentali | Altre coppe | Altre coppe | Altre coppe | Totale | Totale | Totale |
| Stagione        | Squadra              | Comp            | Pres       | Reti       | Comp            | Pres            | Reti            | Comp               | Pres               | Reti               | Comp        | Pres        | Reti        | Pres   | Reti   |        |
| --------------- | -------------------- | --------------- | ---------- | ---------- | --------------- | --------------- | --------------- | ------------------ | ------------------ | ------------------ | ----------- | ----------- | ----------- | ------ | ------ | ------ |
| 2017-2018       | Union Berlino        | 2L              | 1          | 0          | CG              | 0               | 0               |                    | -                  | -                  |             | -           | -           | 1      | 0      |        |
| gen.-giu. 2020  | Chemnitz             | 3L              | 8          | 0          | CG              | 0               | 0               |                    | -                  | -                  |             | -           | -           | 8      | 0      |        |
| 2020-2021       | Borussia Dortmund II | RL              | 34         | 1          |                 | -               | -               |                    | -                  | -                  |             | -           | -           | 25     | 0      |        |
| 2021-2022       | Borussia Dortmund II | 3L              | 27         | 1          |                 | -               | -               |                    | -                  | -                  |             | -           | -           | 25     | 0      |        |
| 2021-2022       | Borussia Dortmund    | BL              | 2          | 0          | CG              | 0               | 0               | UCL+UEL            | 0                  | 0                  | SG          | 0           | 0           | 2      | 0      |        |
| 2022-2023       | Heidenheim           | 2L              | 33         | 0          | CG              | 1               | 0               |                    | -                  | -                  |             | -           | -           | 34     | 0      |        |
| 2023-2024       | Heidenheim           | BL              | 7          | 0          | CG              | 1               | 1               |                    | -                  | -                  |             | -           | -           | 8      | 1      |        |
| Totale carriera | Totale carriera      | Totale carriera | 112        | 2          |                 | 2               | 1               |                    | 0                  | 0                  |             | 0           | 0           | 114    | 3      |        |

### Cronologia presenze e reti in nazionale
| Cronologia completa delle presenze e delle reti in nazionale ― Stati Uniti | Cronologia completa delle presenze e delle reti in nazionale ― Stati Uniti | Cronologia completa delle presenze e delle reti in nazionale ― Stati Uniti | Cronologia completa delle presenze e delle reti in nazionale ― Stati Uniti | Cronologia completa delle presenze e delle reti in nazionale ― Stati Uniti | Cronologia completa delle presenze e delle reti in nazionale ― Stati Uniti | Cronologia completa delle presenze e delle reti in nazionale ― Stati Uniti | Cronologia completa delle presenze e delle reti in nazionale ― Stati Uniti |
| Data                                                                       | Città                                                                      | In casa                                                                    | Risultato                                                                  | Ospiti                                                                     | Competizione                                                               | Reti                                                                       | Note                                                                       |
| -------------------------------------------------------------------------- | -------------------------------------------------------------------------- | -------------------------------------------------------------------------- | -------------------------------------------------------------------------- | -------------------------------------------------------------------------- | -------------------------------------------------------------------------- | -------------------------------------------------------------------------- | -------------------------------------------------------------------------- |
| 17-10-2023                                                                 | Nashville                                                                  | Stati Uniti                                                                | 4 – 0                                                                      | Ghana                                                                      | Amichevole                                                                 | -                                                                          | 65’                                                                        |
| 21-11-2023                                                                 | Port of Spain                                                              | Trinidad e Tobago                                                          | 2 – 1                                                                      | Stati Uniti                                                                | CONCACAF Nations League 2023-2024 - Quarti di finale                       | -                                                                          | 90+1’                                                                      |
| Totale                                                                     |                                                                            | Presenze                                                                   | 2                                                                          |                                                                            | Reti                                                                       | 0                                                                          |                                                                            |

## Palmarès
- 2. Fußball-Bundesliga: 1

Heidenheim: 2022-2023